# Constantin Dăscălescu

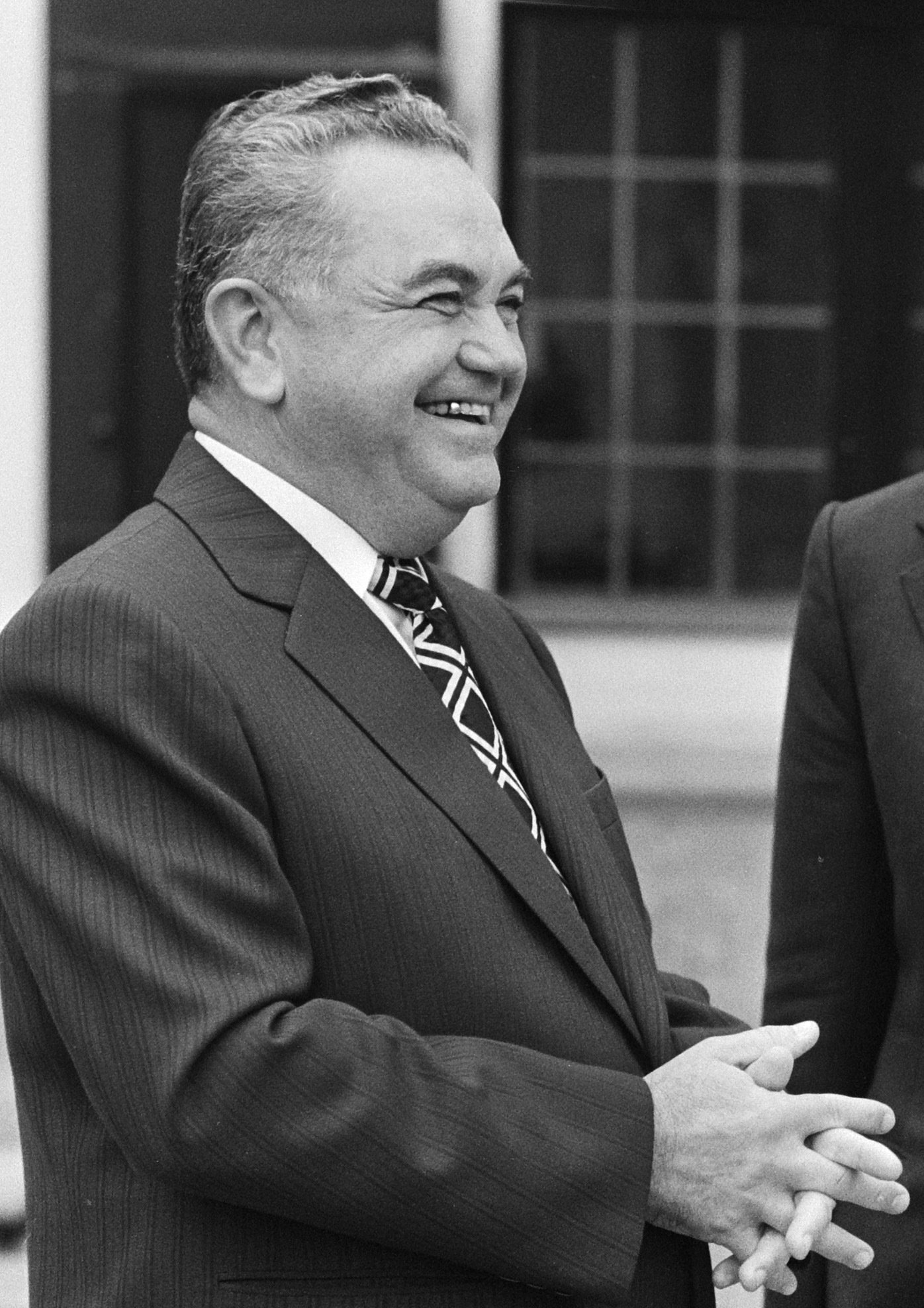
Constantin Dăscălescu in 1983

Constantin Dăscălescu (Ploiești, 2 juli 1923 - Boekarest, 16 mei 2003) was een Roemeens communistisch politicus.

## Opleiding en vroege carrière
Constantin Dăscălescu bezocht de Partijschool van de Roemeense Communistische Partij (PCR) in Ploiești en studeerde daarna aan de Economische Academie van Boekarest en studeerde nadien aan de Hogere Partijschool van de Communistische Partij van de Sovjet-Unie (CPSU) in Moskou (1962). Constantin Dăscălescu was directeur van de Partijschool van Ploiești en lid van de staf van het Centraal Comité van de RCP (1952-1956). Van 1956 tot 1959 was hij organisatorisch secretaris van de RCP in het District Ploiești en daarna van 1962 tot 1965 organisatorisch secretaris van het District Galați. Nadien was hij eerste secretaris van het Regionale Comité van de RCP van Galați (1965-1974). In 1965 werd hij gekozen tot lid van de Grote Nationale Vergadering (Roemeense parlement).
Constantin Dăscălescu begon halverwege de jaren 60 aan een carrière binnen de hoogste gelederen van de PCR. In 1965 werd hij lid van het Centraal Comité en was van 1974 tot 1976 het hoofd van het Organisatorisch Departement van het Centraal Comité van de PCR. Van 1972 tot 1975 was hij lid van de Staatsraad en van juni 1976 tot mei 1978 was hij secretaris van het Centraal Comité. In de jaren 70 bouwde hij goede relaties op met de Ceaușescu's wat resulteerde in zijn verkiezing tot lid van het Politiek Uitvoerend Comité (maart 1978) en in november 1979 tot lid van het Permanente Bureau van het Politieke Uitvoerende Comité. De leden van dit Comité waren allemaal vertrouwelingen van president en partijleider Nicolae Ceaușescu en diens vrouw en vicepresident Elena Ceaușescu.
Constantin Dăscălescu was voorzitter van de Nationale Unie voor Agrarische Productie Coöperaties (1976-1978).
Zijn organisatorische vaardigheden binnen de partij, leidden er ook toe dat hij werd benoemd tot voorzitter van de Raad van Sociaal-Economische Organisatie (1978-1982) en eerste plaatsvervangend voorzitter van de Opperste Raad voor Economische en Sociale Ontwikkeling (1982-1989).

## Premierschap
Constantin Dăscălescu werd op 21 mei 1982 voorzitter van de Raad van Ministers (premier) en volgde Ilie Verdeț op. Verdeț, de zwager van Nicolae Ceaușescu was er niet in geslaagd de economie weer op de rails te krijgen. Dăscălescu bezat als premier geen werkelijke macht. Hij was slechts de marionet van Ceaușescu. Hij steunde Ceaușescu's controversiële methoden om de staatsschuld te saneren en stemde ook in met diens "hervorming" van het platteland.

### Rol tijdens deRoemeense Revolutie
Op 17 december 1989, toen de situatie in grote delen van Roemenië onrustig was, vond een bijeenkomst van het Politieke Uitvoerende Comité (CPEx) plaats. Ceaușescu vroeg tijdens de bijeenkomst van de CPEx de steun voor de onderdrukking van de onlusten in Timișoara met militaire middelen. Twee leden van het CPEx konden zich niet in de plannen van Ceaușescu vinden, waarna Ceaușescu dreigde met aftreden. Premier Dăscălescu en de andere Ceaușescu-getrouwen vroegen Ceaușescu aan te blijven "vanwege het landsbelang" en stelden voor de twee onwillige leden van het CPEx te ontslaan. Op 20 december 1989, toen de revolutie in Timișoara in volle gang was, stuurde Elena Ceaușescu Dăscălescu en vakbondsman Emil Bobu naar Timișoara om met de leiders van de opstandelingen te onderhandelen. De onderhandelingen liepen vast, daar Dăscălescu en Bobu niet op de eisen van de opstandelingen ingingen. Dăscălescu en Bobu keerden naar Boekarest terug. Op 22 december 1989 bevond een deel van de Roemeense regering, waaronder Dăscălescu, zich met de Ceaușescu's in het gebouw van het Centraal Comité dat werd belegerd door opstandelingen. Generaal Victor Stănculescu, de onderminister van Defensie, dwong de Ceaușescu's de hoofdstad per helikopter te verlaten. Enkele Ceaușescu-getrouwen, waaronder Bobu, gingen met Nicolae en Elena mee, maar de meeste Ceaușescu-getrouwen bleven achter. Generaal Stănculescu gaf het leger de opdracht de verdediging van het gebouw van het Centraal Comité op te geven - dit alles gebeurde terwijl de Ceaușescu's nog niet waren opgestegen met de helikopter vanaf het dak van het gebouw van het Centraal Comité. Dăscălescu was de hoogste regeringsfunctionaris die nog aanwezig was in het gebouw van het Centraal Comité en probeerde een communistische interim-regering te vormen met zichzelf als interim-premier. Tijdens de "onderhandelingen" stormden opstandelingen de kamer binnen waar Dăscălescu en de anderen zich bevonden en maakte aan de schertsvertoning een einde.

## Veroordeling
Constantin Dăscălescu werd later gearresteerd en in 1991 veroordeeld tot levenslange gevangenisstraf. Na vijf jaar straf te hebben uitgezeten werd hij om gezondheidsredenen vrijgelaten.

## Verwijzingen
1. ↑  Vernietiging van de traditionele plattelandsdorpen en hen vervangen door agrarische centra
2. ↑  Nicolae Ceaușescu was op staatsbezoek in Iran